# Conferencia Este de la NBA
La Conferencia Este es una de las dos conferencias, junto a la Conferencia Oeste, que componen la estructura organizativa de la NBA. Fundada en 1946, ambas están compuestas por quince equipos y organizadas en tres divisiones de cinco equipos cada una.
Se llamó "Eastern Division" ("División Este") hasta 1970, cuando se renombró a ""Eastern Conference" ("Conferencia Este").
En total, por cada conferencia se clasifican 8 equipos. Los líderes de cada división se clasifican matemáticamente para disputar los playoffs, mientras que los cinco equipos restantes serán los que posean mejor balance victorias-derrotas.

## Equipos
| Equipo              | División  | Localización                  | Año                      | Desde                 |
| Equipo              | División  | Localización                  | Unión                    | Unión                 |
| ------------------- | --------- | ----------------------------- | ------------------------ | --------------------- |
| Atlanta Hawks       | Sureste   | Atlanta, Georgia              | 1968-presente            | División Oeste        |
| Boston Celtics      | Atlántico | Boston, Massachusetts         | 1946-presente            |                       |
| Brooklyn Nets       | Atlántico | Brooklyn, Nueva York          | 1976-presente            | ABA±                  |
| Charlotte Hornets   | Sureste   | Charlotte, Carolina del Norte | 1988-2002; 2004-presente | —†                    |
| Chicago Bulls       | Central   | Chicago, Illinois             | 1980-presente            | Conferencia Oeste     |
| Cleveland Cavaliers | Central   | Cleveland, Ohio               | 1970-presente            | —†                    |
| Detroit Pistons     | Central   | Detroit, Míchigan             | 1967-1970; 1978-presente | División Oeste        |
| Indiana Pacers      | Central   | Indianápolis, Indiana         | 1979-presente            | Conferencia Oeste     |
| Miami Heat          | Sureste   | Miami, Florida                | 1989-presente            | Conferencia Oeste     |
| Milwaukee Bucks     | Central   | Milwaukee, Wisconsin          | 1968-1970; 1980-presente | —†; Conferencia Oeste |
| New York Knicks     | Atlántico | Nueva York, Nueva York        | 1946-presente            |                       |
| Orlando Magic       | Sureste   | Orlando, Florida              | 1989-1990; 1991-presente | —†; Conferencia Oeste |
| Philadelphia 76ers  | Atlántico | Filadelfia, Pensilvania       | 1949-presente            | —*                    |
| Toronto Raptors     | Atlántico | Toronto, Ontario              | 1995-presente            | —†                    |
| Washington Wizards  | Sureste   | Washington D. C.              | 1966-presente            | División Oeste        |

### Antiguos equipos
| Equipo                                                  | Localización             | Año       | Desde             | Año       | A                           | Conferencia actual |
| Equipo                                                  | Localización             | Unión     | Unión             | Baja      | Baja                        | Conferencia actual |
| ------------------------------------------------------- | ------------------------ | --------- | ----------------- | --------- | --------------------------- | ------------------ |
| Baltimore Bullets                                       | Baltimore, Maryland      | 1948      | División Oeste    | 1954      | Desaparecido                | Desaparecido       |
| Búfalo Braves (ahora Los Angeles Clippers)              | Búfalo, Nueva York       | 1970      | —†                | 1978      | Conferencia Oeste           | Conferencia Oeste  |
| Cincinnati Royals (ahora los Sacramento Kings)          | Cincinnati, Ohio         | 1962      | División Oeste    | 1972      | Conferencia Oeste           | Conferencia Oeste  |
| Houston Rockets                                         | Houston, Texas           | 1972      | Conferencia Oeste | 1980      | Conferencia Oeste           | Conferencia Oeste  |
| New Orleans Jazz (ahora los Utah Jazz)                  | Nueva Orleans, Luisiana  | 1974      | —†                | 1979      | Conferencia Oeste           | Conferencia Oeste  |
| New Orleans Hornets (ahora los New Orleans Pelicans)    | Nueva Orleans, Luisiana  | 2002      | —†                | 2004      | Conferencia Oeste           | Conferencia Oeste  |
| Philadelphia Warriors (ahora los Golden State Warriors) | Filadelfia, Pensilvania  | 1946      |                   | 1962      | División Oeste              | Conferencia Oeste  |
| Providence Steamrollers                                 | Providence, Rhode Island | 1946      |                   | 1949      | Desaparecido                | Desaparecido       |
| San Antonio Spurs                                       | San Antonio, Texas       | 1976      | ABA±              | 1980      | Conferencia Oeste           | Conferencia Oeste  |
| Toronto Huskies                                         | Toronto, Ontario         | 1946      |                   | 1947      | Desaparecido                | Desaparecido       |
| Washington Capitols                                     | Washington D. C.         | 1946 1948 | División Oeste    | 1947 1951 | División Oeste Desaparecido | Desaparecido       |

Notas
- equipo fundador de la BAA
- † denota un equipo en expansión.
- ± denota equipo procedente de la American Basketball Association (ABA).
- * denota un equipo procedente de la National Basketball League (NBL)

1. ↑  Los Bullets jugaron 14 partidos durante la temporada 1954–55 antes de desaparecer.
2. ↑  Los Capitols jugaron 35 partidos durante la temporada 1950–51 antes de desaparecer.

### Equipos por división
| División Atlántico | División Sureste   | División Central    |
| ------------------ | ------------------ | ------------------- |
| Boston Celtics     | Atlanta Hawks      | Chicago Bulls       |
| Brooklyn Nets      | Charlotte Hornets  | Cleveland Cavaliers |
| New York Knicks    | Miami Heat         | Detroit Pistons     |
| Philadelphia 76ers | Orlando Magic      | Indiana Pacers      |
| Toronto Raptors    | Washington Wizards | Milwaukee Bucks     |

## Final
Los dos equipos que consiguen pasar primera ronda de playoffs y vencer en semifinales de conferencia, se enfrentan en una serie de 7 encuentros para determinar el campeón de conferencia.
En la conferencia Este el equipo con más títulos es Boston Celtics con 23.

### Trofeo
Al vencedor de la serie de la Final de Conferencia, que es el campeón de su conferencia y disputará las Finales de la NBA, se le hace entrega de un trofeo.
El trofeo rediseñado en la temporada 2021-22 con motivo del 75 aniversario de la NBA, y entregado por primera vez en los playoffs de 2022, en el Este lleva el nombre del mítico base de los Celtics: Bob Cousy.
El trofeo levanta un balón de baloncesto de plata, dividido en cuatro secciones que representan la llegada a los playoffs, la victoria en la primera ronda, la victoria en las semifinales de conferencia y la victoria en las finales de conferencia. En la parte inferior se enumeran los equipos de cada conferencia, el logotipo de las finales de conferencia, y grabado en la base los resultados de cada ronda.

### MVP
Además, también desde la edición de los playoffs de 2022, se hace entrega del MVP de las Finales de Conferencia, el cual conmemora al mejor jugador de las series y en el Este lleva el nombre de la leyenda de los Celtics: Larry Bird.
El trofeo levanta una bola de plata de ley, similar a los trofeos de los campeones de conferencia.

### Campeones oficiosos de la Conferencia Este
- 1947: Philadelphia Warriors
- 1948: Philadelphia Warriors
- 1949: Washington Capitols
- 1950: Syracuse Nationals
- 1951: New York Knicks
- 1952: New York Knicks
- 1953: New York Knicks
- 1954: Syracuse Nationals
- 1955: Syracuse Nationals
- 1956: Philadelphia Warriors
- 1957: Boston Celtics
- 1958: Boston Celtics
- 1959: Boston Celtics
- 1960: Boston Celtics
- 1961: Boston Celtics
- 1962: Boston Celtics
- 1963: Boston Celtics
- 1964: Boston Celtics
- 1965: Boston Celtics
- 1966: Boston Celtics
- 1967: Philadelphia 76ers
- 1968: Boston Celtics
- 1969: Boston Celtics
- 1970: New York Knicks

### Campeones de la Conferencia Este
- 1971: Baltimore Bullets
- 1972: New York Knicks
- 1973: New York Knicks
- 1974: Boston Celtics
- 1975: Washington Bullets
- 1976: Boston Celtics
- 1977: Philadelphia 76ers
- 1978: Washington Bullets
- 1979: Washington Bullets
- 1980: Philadelphia 76ers
- 1981: Boston Celtics
- 1982: Philadelphia 76ers
- 1983: Philadelphia 76ers
- 1984: Boston Celtics
- 1985: Boston Celtics
- 1986: Boston Celtics
- 1987: Boston Celtics
- 1988: Detroit Pistons
- 1989: Detroit Pistons
- 1990: Detroit Pistons
- 1991: Chicago Bulls
- 1992: Chicago Bulls
- 1993: Chicago Bulls
- 1994: New York Knicks
- 1995: Orlando Magic
- 1996: Chicago Bulls
- 1997: Chicago Bulls
- 1998: Chicago Bulls
- 1999: New York Knicks
- 2000: Indiana Pacers
- 2001: Philadelphia 76ers
- 2002: New Jersey Nets
- 2003: New Jersey Nets
- 2004: Detroit Pistons
- 2005: Detroit Pistons
- 2006: Miami Heat
- 2007: Cleveland Cavaliers
- 2008: Boston Celtics
- 2009: Orlando Magic
- 2010: Boston Celtics
- 2011: Miami Heat
- 2012: Miami Heat
- 2013: Miami Heat
- 2014: Miami Heat
- 2015: Cleveland Cavaliers
- 2016: Cleveland Cavaliers
- 2017: Cleveland Cavaliers
- 2018: Cleveland Cavaliers
- 2019: Toronto Raptors
- 2020: Miami Heat
- 2021: Milwaukee Bucks
- 2022: Boston Celtics
- 2023: Miami Heat
- 2024: Boston Celtics
- 2025: Indiana Pacers

Campeones de la NBA en negrita

### Títulos
- 23: Boston Celtics
- 9: Philadelphia 76ers / Syracuse Nationals
- 8: New York Knicks
- 7: Miami Heat
- 6: Chicago Bulls
- 5: Detroit Pistons
- 5: Cleveland Cavaliers
- 4: Washington Wizards / Bullets
- 3: Golden State / Philadelphia Warriors
- 2: New Jersey Nets
- 2: Orlando Magic
- 2: Indiana Pacers

- 1: Washington Capitols
- 1: Toronto Raptors
- 1: Milwaukee Bucks